# Formula 1 Championship Edition
Formula 1 Championship Edition – wyścigowa gra komputerowa opracowana przez SCE Studio Liverpool i opublikowana przez Sony Computer Entertainment wyłącznie na konsolę PlayStation 3 w 2007 roku. Gra nawiązuje do poprzedniej wersji Formuły 1 na PlayStation 2.
Główne zmiany w stosunku do swojej poprzedniczki to:
- Możliwość jazdy za pomocą funkcji "SixAxis"
- Poprawiona grafika
- Nowe efekty pogodowe oraz poprawiony wpływ działania warunków pogodowych na warunki jazdy (deszcz zamazuje ekran)
- Możliwość użycia konsoli PSP jako bocznego lusterka

Gra oferuje także ulepszony system AI nazwany "Live Action Racing", przy którym pod presją można wymusić zwolnienie lub pojechanie szerszym łukiem bolidu przeciwnika, awarię, lub poślizgi i kolizje. AI będzie próbował pokonać gracza w bardzo realistyczny oraz zróżnicowany sposób.
Gracz zaczyna swoją karierę jako kierowca testowy jednego z trzech teamów (Scuderia Toro Rosso, Super Aguri i Midland F1). Kiedy gracz będzie uzyskiwał coraz lepsze rezultaty na treningach, po jakimś czasie zostanie mianowany drugim kierowcą zespołu. Odtąd gracz będzie startował w każdych kwalifikacjach i zawodach F1.
Pierwsza wersja gry, nie miała funkcji wibracji, ale w roku 2008 pojawiła się łata dodająca ją. Gra nie obsługuje również rozdzielczości natywnej 1080i oraz 1080p.
Gra naśladuje sezon 2006 Formuły 1 z 18 torami, 11 drużynami oraz 22 kierowcami.

## Zapowiedzi
Pierwszy zwiastun gry ukazał się podczas konferencji Sony na E3 2005 w Los Angeles. Trailer pokazywał kierowców z roku 2005 ścigających się na torze Suzuka Circuit w Japonii. Później Sony i SCE Studio Liverpool wydało drugi trailer, gdzie widać kierowców na torze Monza, którzy demonstrowali wiele nowych funkcji, m.in. PSP jako boczne lusterko.

## Wydanie
Wersja demonstracyjna gry została udostępniona w PlayStation Network w listopadzie 2006 roku. W demie amerykańskim dano możliwość przejechania się na torach Indianapolis Motor Speedway i Monza, z kolei w demie europejskim można jeździć na torach Circuit de Catalunya i Circuit Gilles Villeneuve.
Formula One Championship Edition w Europie została wydana w marcu 2007 roku, i była to jedna z pierwszych gier, które pojawiły się na konsolę PlayStation 3. Była to także nieliczna gra z cyklu Formuły 1, dlatego w dniu premiery gry kupiło ją większość posiadaczy PlayStation 3. Ponadto była także dodawana do pakietu startowego wraz z grą Resistance: Fall of Man oraz konsolą. Jest to ostatnia seria F1 wydana przez Sony, ponieważ na następne części, Sony straciło licencję na rzecz Codemasters.

## Dodatki
W grze można odblokować kilka bolidów, takich jak Williams FW18 (używany w 1996 przez Damona Hilla) oraz tor Jerez, do użycia w Time Trial mode. Odblokowane samochody można używać tylko w Time Trial mode.
Rzeczy do odblokowania:
- 1950 Alfa Romeo 158 (#6 Juan-Manuel Fangio) Wygraj tryb kariery albo Mistrzostwa Świata.
- 1960 Cooper T51 (#34 Olivier Gendebien) Dostępny od początku.
- 1970 Lotus 49C (#3 Jochen Rindt) Wygraj Quick Race.
- 1973 Lotus 72E (#2 Ronnie Peterson) Dostępny od początku.
- 1978 Williams FW06 #27 Alan Jones) Dostań brązowy medal na każdym torze w Time Trial mode
- 1979 Renault RS01 (#15 Jean-Pierre Jabouille) Dostępny od początku
- 1996 Williams FW18 (#5 Damon Hill) Dostań srebrny medal na każdym torze w Time Trial mode